# Halbmond-Methode

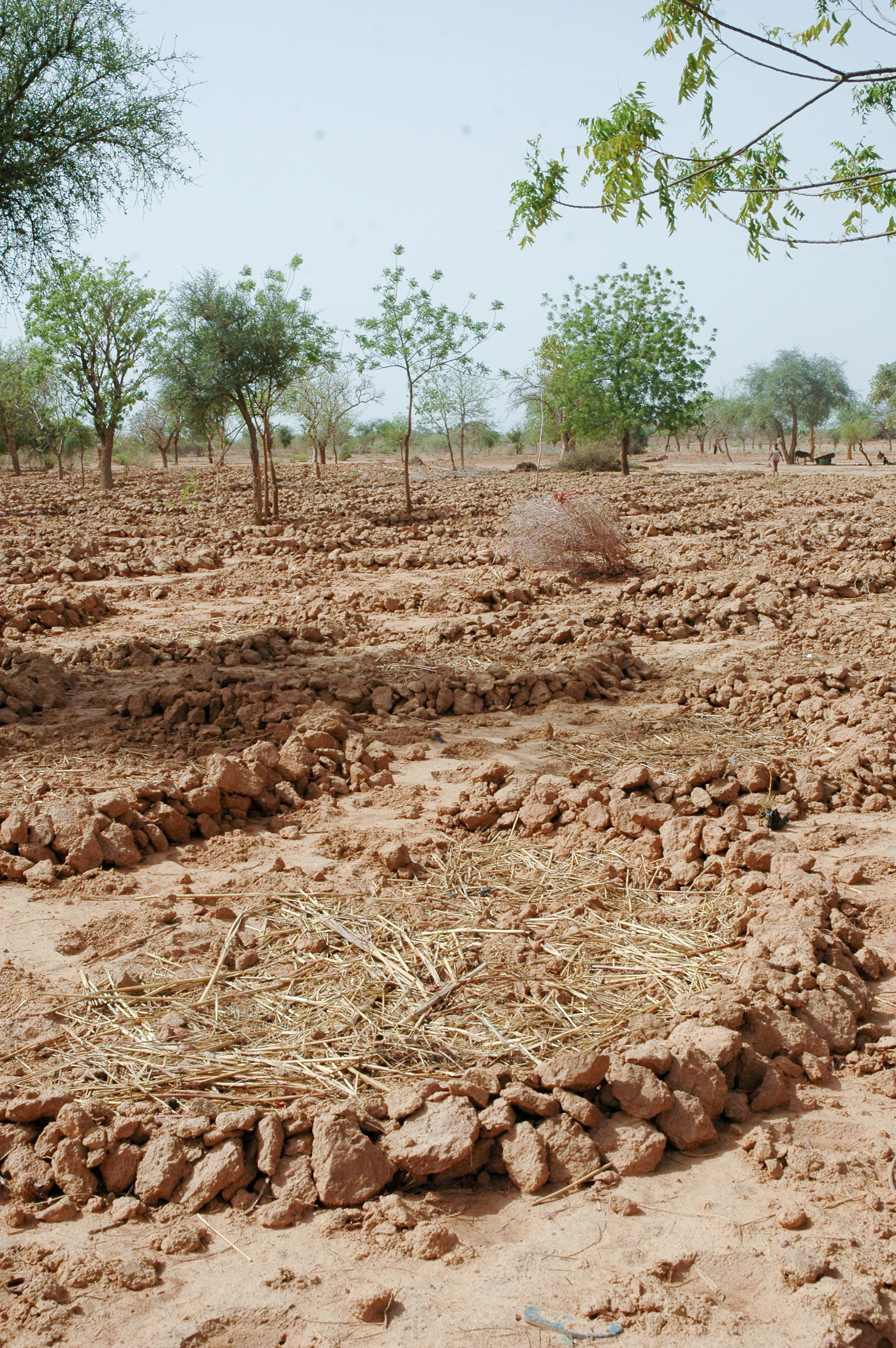
Halbmond-Technik in Burkina Faso

Die Halbmond-Methode ist eine nachhaltige Technik zur Wassergewinnung und Bodenverbesserung, vor allem in ariden und semi-ariden Regionen. Diese Methode zielt darauf ab, Regenwasser effizient zu sammeln und den Boden zu regenerieren, um die landwirtschaftliche Produktivität zu erhöhen und die Bodenqualität langfristig zu verbessern.
Die Halbmond-Methode basiert auf dem Ausheben halbmondförmiger Vertiefungen, die gezielt so platziert werden, dass sie den Oberflächenabfluss bei Regenfällen abfangen. Die Becken werden manuell mit einfachen Werkzeugen erstellt und häufig mit organischem Material wie Stroh und Dung angereichert. Dies führt zu einer verbesserten Wasserspeicherung im Boden, was die Bodenfeuchtigkeit erhöht und dadurch das Wachstum von Pflanzen und Bäumen unterstützt. Diese Methode ist besonders effektiv in ariden und semi-ariden Regionen wie der Sahelzone und dem nördlichen Nigeria, wo sie traditionell zur Produktion von Hirse, Futterpflanzen und zur Wiederaufforstung von degradiertem Land eingesetzt wird.
Die durch die Halbmond-Methode erhöhte Bodenfeuchtigkeit trägt dazu bei, den Boden weicher und strukturierter zu machen, wodurch die Wurzeln der Pflanzen leichter eindringen können. Die manuell angelegten Becken werden oft mit organischem Material wie Stroh oder Dung angereichert. Diese Materialien zersetzen sich im Laufe der Zeit und erhöhen den Gehalt an organischer Substanz im Boden. Diese organische Substanz verbessert nicht nur die Wasserspeicherkapazität des Bodens, sondern erhöht auch die Bodenfruchtbarkeit, indem sie Nährstoffe freisetzt, die für das Pflanzenwachstum unerlässlich sind.
Zusätzlich führt die verbesserte Wasserspeicherung dazu, dass der Boden weniger anfällig für Erosion ist, da die Wassermengen, die normalerweise abfließen und die fruchtbare Oberbodenschicht mitreißen könnten, in den Halbmond-Becken zurückgehalten werden. Dies reduziert die Bodenerosion erheblich und trägt zur langfristigen Erhaltung der Bodenfruchtbarkeit bei. Ein weiterer Vorteil dieser Methode ist, dass sie die biologische Vielfalt fördert, da sie Lebensräume für verschiedene Pflanzen- und Tierarten schafft, die in trockeneren Umgebungen ansonsten nicht überleben könnten.
Die Methode bietet zahlreiche Vorteile, darunter die Verbesserung der Biodiversität, die Reduzierung von Bodenerosion und die Unterstützung lokaler Gemeinschaften bei der Selbstversorgung. Allerdings gibt es auch Herausforderungen, wie die Abhängigkeit von saisonalen Regenfällen und die Notwendigkeit kontinuierlicher Wartung der Becken.